# Amaury Nolasco
Amaury Nolasco Garrido, född 24 december 1970 i Puerto Rico, är en puertoricansk-amerikansk skådespelare. Nolasco studerade först biologi men flyttade senare till New York. Han är mest känd för sin medverkan i tv-serien Prison Break där han spelar Michael Scofields cellkamrat Fernando Sucre.

## Filmografi
- 2020 – Hightown (TV-serie)
- 2016 – Criminal
- 2008 – Max Payne
- 2006 – 2008 – Prison Break
- 2007 – Transformers
- 2006 – The Benchwarmers
- 2003 – 2 Fast 2 Furious
- Cityakuten – Gästroll